# 고성 천왕점 봉수대
고성 천왕점 봉수대(固城 天王점 烽燧臺)는 대한민국 경상남도 고성군 대가면에 있는 조선시대의 봉수대이다. 1999년 8월 6일 경상남도의 기념물 제221호로 지정되었다.

## 개요
봉수대는 고대부터 중요한 통신수단의 하나로 높은 봉우리에서 횃불이나 연기 등으로 변방의 긴급한 상황을 중아이나 해당 진영에 알려 적의 침략을 분쇄하는 등 군사목적으로 설치한 것이다.

## 참고 자료
- 고성 천왕점 봉수대 - 국가유산청 국가유산포털